# Kavernom
Das Kavernom (lateinisch Haemangioma cavernosum) ist eine  Gefäßfehlbildung des zentralen Nervensystems, also des Gehirns und des Rückenmarks.
Sie sind gutartige Gefäßfehlbildungen, die aus endothelbekleideten Kavernen in einer kollagenen Matrix bestehen und kein Hirngewebe enthalten.
In der englischsprachigen wissenschaftlichen Literatur werden die Bezeichnungen cerebral cavernous malformation (CCM) und cavernoma synonym verwendet.

## Häufigkeit
Zerebrale kavernöse Fehlbildungen sind selten und treten bei rund 0,5 Prozent der Bevölkerung auf. Sie sind zumeist nicht erblich, können aber durch familiär-vererbte Mutationen in den Genen CCM1, CCM2 oder CCM3 auftreten. Hieran leidet etwa eine von 3000 Personen. Die Mutation im Gen CCM3 geht mit einem frühen Einsetzen und schweren Verlauf einher. Bei der Autopsie fallen asymptomatische Kavernome des zentralen Nervensystems in 0,3–1 % der Fälle auf.

## Symptome
Kavernome können asymptomatisch bleiben und Kavernome werden mitunter zufällig bei einer Magnetresonanztomographie gefunden. Sie können durch epileptische Anfälle oder neurologische Ausfallserscheinungen (Lähmungen, Sinnesstörungen etc.) auffällig werden. Wichtigste Komplikation ist die Hirnblutung. Für die Blutungswahrscheinlichkeit gibt es keine zuverlässigen Daten. Die Schätzungen belaufen sich, je nach Größe des Befundes, auf 0,5 % bis 10 % pro Jahr.

## Diagnose
In der MRT sind Kavernome in T2-gewichteten Sequenzen Läsionen mit gemischter Signalintensität im Zentrum. Nach einer Blutung kann das Kavernom unsichtbar, weil durch Blut und Blutabbauprodukte maskiert sein. Die CT kommt bei Akut- und Notfalldiagnostik zum Einsatz.
Genetische Tests kommen dann in Frage wenn jemand in einer Familie durch einen genetische Variante schon diagnostiziert ist und weitere Verwandte Diagnostik zum Ausschluss oder der Bestätigung möchten.
Ein EEG hilft bei Anfällen zu entscheiden ob die epileptogene Zone mit der des Kavernoms übereinstimmt.

## Pathologie

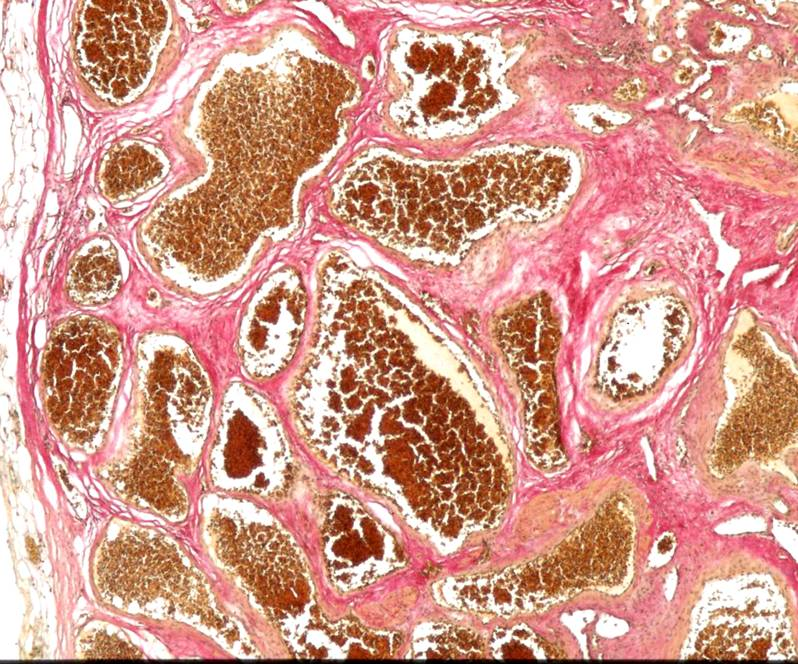
Histologie eines Kavernoms. Erkennbar sind zahlreiche pathologische Blutgefäße mit fibrosierten ausgedünnten Wänden. EVG-Färbung.

Histologisch bestehen Kavernome aus mittel- bis großlumigen pathologischen Blutgefäßen, deren dünne Wände häufig exzentrisch fibrosiert erscheinen. Im Gegensatz zu arteriovenösen Malformationen ist in Kavernomen  weder eine arterielle noch eine venöse Differenzierung nachweisbar. In der Umgebung finden sich häufig Ablagerungen von Blutabbauprodukten (Hämosiderin) als Hinweis auf ältere Einblutungen. Trotz dieser Einschränkung ist ein Kavernom eine arteriovenöse Malformation und kein Hämangiom.

## Genetik
Die meisten Kavernome treten sporadisch auf, ohne dass eine erkennbare  Erbkrankheit vorliegt. Selten ist ein familiäres Auftreten, die sogenannte Kavernomatose (multiple zerebrale Kavernome, CCM). Bei den Betroffenen (bei denen häufig mehrere Kavernome auftreten) konnten unter anderem Mutationen der Gene CCM1, CCM2 oder CCM3 nachgewiesen werden.

## Behandlung
Insbesondere nach Blutung oder bei nicht anders kontrollierbaren epileptischen Anfällen werden Kavernome durch eine Operation entfernt. Die Operationsindikation wird bei asymptomatischen Zufallsbefunden eher zurückhaltend gestellt.
Es gibt keine eindeutige Indikation für Radiochirurgie.